# Otok
Otok je kopno manje od kontinenta, a veće od hridi koje je uvijek okruženo morem, vodom jezera ili rijeke. Riječni otoci ponegdje se nazivaju adama.
Najveći svjetski otok je Grenland.

## Definicija
Prema definiciji koja je utemeljena na preporukama Međunarodne hidrografske organizacije  (International Hydrographic Organization) otok je kopno potpuno okruženo morem.
Otoci se mogu klasificirati po veličini:
- otok je kopno potpuno okružen morem površine veće od 1 km²
- otočić ili školj je kopno potpuno okruženo morem površine od 0,01 do 1 km²
- hridi i grebeni su kopna površine manje od 0,01 km²; hrid je uvijek iznad površine vode, a greben je povremeno potopljen

Takva je klasifikacija prihvaćena i u hrvatskom Zakonu o otocima. Međutim, ona nije univerzalna, a alternativne klasifikacije po veličini mogu koristiti i drugačija mjerila, poput dužine obalne crte.

## Hrvatski otoci
Ukupan broj otoka, otočića, hridi i grebena Republike Hrvatske je 1185, prema podacima A. Irića iz 1955. i Državnog zavoda za statistiku iz 2009., ili 1246, prema podacima grupe autora Duplančić i dr. iz 2004.
Prema DZS, naseljenih je otoka 48 (popis stanovništva 2001.), nenaseljeno je 670 otoka i otočića, hridi je 389, a grebena 78. Na popisu stanovništva 2011. naseljeno je bilo 47 otoka. Prema Duplančić i dr., otokâ je 79, otočića 525, a hridi i grebena 642.
Ukupna površina otočnog prostora iznosi 3259,57 km². Od toga na otoke otpada 3196,71 km², na otočiće 62,41 km², a na hridi i grebene 1,44 km². Ukupna dužina obalne crte otoka, otočića i hridi je 4058 km (DZS), ili 4398 km (Duplančić i dr.), od čega na otoke otpada 3573 km, na otočiće 717 km, te na hridi i grebene 107 km.
- Površinom najveći otoci u Jadranskome moru su Cres ili Krk (405,8 km²).[12] Zbog njihove slične površine i nepreciznosti u mjerenju, različiti izvori nisu usuglašeni oko toga koji je otok veći.[11]
- Otok s najdužom obalnom crtom je Pag (269,2 km).[12]
- Otok s najviše stanovnika je Krk (19 383 stanovnika po popisu 2011.).[8]

## Reference
1. ↑  S-32 IHO Hydrographic Dictionary. International Hydrographic Organization. 2019. Pristupljeno 3. kolovoza 2025.. island: A piece of LAND completely surrounded by water.
2. 1 2  Duplančić Leder, Ujević i Čala 2004, str. 8.
3. ↑  Zakon o otocima. Narodne novine (116). 21. prosinca 2018.
4. ↑  Faričić, Josip. 23. veljače 2006. Hrvatski pseudo-otoci. Geografija.hr. Pristupljeno 3. kolovoza 2025.
5. ↑  Duplančić Leder, Ujević i Čala 2004, str. 6.
6. 1 2  DZS 2009, str. 44.
7. 1 2  Duplančić Leder, Ujević i Čala 2004, str. 10.
8. 1 2  DZS 2018, str. 45.
9. ↑  Duplančić Leder, Ujević i Čala 2004, str. 10-11.
10. ↑  DZS 2009, str. 43.
11. 1 2  Duplančić Leder, Ujević i Čala 2004, str. 11.
12. 1 2  DZS 2009, str. 45.

## Unutarnje poveznice
- Popis otoka Hrvatske

## Vanjske poveznice
- Hrvatski hidrografski institut